# Ctenophthalmus ansorgei
Ctenophthalmus ansorgei är en loppart som beskrevs av Rothschild 1907. Ctenophthalmus ansorgei ingår i släktet Ctenophthalmus och familjen mullvadsloppor.

## Underarter
Arten delas in i följande underarter:
- C. a. ansorgei
- C. a. catanganus